# Detto Mariano
Detto Mariano, nascut com a Mariano Detto (Monte Urano, província de Fermo a la regió de les Marques, Regne d'Itàlia, 27 de juliol de 1937 - Milà, 25 de març de 2020) fou un compositor, lletrista, pianista, productor discogràfic i editor de música italià.
Va començar la seva carrera el 1958 i es va consagrar en ingressar al "Clan Celentano", tal com es deia al grup que acompanyava el famós cantant Adriano Celentano. Es va convertir en el teclista de la seva banda (coneguda com a "I, Ribelli"), i fou l'arranjador oficial de totes les seves cançons entre 1962 i 1967.
A més d'haver compost nombroses bandes sonores per a pel·lícules populars, va tenir una valuosa quarantena d'èxits, inclosa Ciao amore, que Adriano Celentano va cantar el 1961, així com La ragazza della via Gluck, Ratataplán, escoltada en la pel·lícula homònima de Maurizio Nichetti el 1979, Nel sole, per a l'artista Al Bano, i Insieme i Viva lei, que foren cantades per Mina i Lucio Battisti.
Entre els seus temes més coneguts figura La immensitat, escrita juntament amb Giulio Rapetti Mogol, que va ser al centre d'una llarga disputa legal amb Don Backy, qui reclamava l'autoria.
L'artista va morir el març del 2020, després d'haver estat internat en un hospital milanès a causa de la COVID-19, causat pel SARS-CoV-2.